# Liste der Naturwaldreservate in Bayern
Die Liste der Naturwaldreservate in Bayern enthält 160 (Stand März 2017) Naturwaldreservate in Bayern. Sie enthält die amtlichen Bezeichnungen für Namen, Kennung, Naturraum, Größe und das Jahr der Ausweisung. Die geographischen Lage ist gemittelt und die Angabe des Landkreises / Stadt bezieht sich auf diese Angabe. Die Gebiete können sich jedoch auch über mehrere Landkreise erstrecken.
Seit etwa 40 Jahren (verstärkt seit dem Naturschutzjahr 1970) werden in ganz Deutschland Naturwaldreservate ausgewiesen, um eine Palette an Totalreservaten zu erhalten. Naturwaldreservate sind Wälder, die sich in einem weitgehend naturnahen Zustand befinden. Die natürliche Waldentwicklung läuft hier ungestört ab. Im Lauf der Zeit entstehen dort Urwälder mit starken Bäumen und viel Totholz. In Bayern gibt es insgesamt 166 Naturwaldreservate mit einer Gesamtfläche von 7.575 Hektar (Stand: Oktober 2020).

## Naturwaldreservate
| Name des Gebietes                          | Bild           | Kennung | Naturraum                                               | Landkreis / Stadt                             | Beschreibung / Bemerkungen | Standort | Fläche in Hektar | Jahr der Verordnung |
| ------------------------------------------ | -------------- | ------- | ------------------------------------------------------- | --------------------------------------------- | --- | -------- | ---------------- | ------------------- |
| Achrain                                    | weitere Bilder | 09-019  | Schwäbisch-Oberbayerische Voralpen                      | Landkreis Oberallgäu                          | Buchen-Tannen-Fichtenwaldungen mit Edellaubbäumen in den Allgäuer Molassevoralpen | Position | 110,6            | 1978                |
| Ascholdinger Au                            | weitere Bilder | 09-086  | Voralpines Hügel- und Moorland                          | Landkreis Bad Tölz-Wolfratshausen             | Auwald an der Isar mit vorherrschender Kiefer | Position | 81,0             | 1978                |
| Böhlgrund                                  | weitere Bilder | 09-165  | Fränkisches Keuper-Liasland                             | Landkreis Haßberge                            | Der Böhlgrund ist ein von steilen Hängen und einer Vielzahl von Schluchten durchsetzter Bereich, der sich aufgrund der standörtlichen Voraussetzungen sowie einer über einen langen Zeitraum hinweg lediglich extensiv erfolgten Nutzung aus ausgesprochen struktur- und totholzreich präsentiert. Durch die abwechslungsreiche Morphologie auf kleinem Raum ist das Baumartenspektrum dementsprechend breit. | Position | 181,0            | 2010                |
| Böhmlach                                   |                | 09-004  | Fränkisches Keuper-Liasland                             | Landkreis Erlangen-Höchstadt                  | Schwarzerlen-Bruchwald in der Rezat-Rednitzsenke | Position | 9,0              | 1978                |
| Breitenbrucker Weiher                      |                | 09-149  | Oberpfälzisch-Obermainisches Hügelland                  | Landkreis Schwandorf                          | Waldkiefern-Moorwald mit Moorbirke und Fichte im Oberpfälzer Becken | Position | 98,7             | 1994                |
| Brucker Lache                              | weitere Bilder | 09-003  | Fränkisches Keuper-Liasland                             | Erlangen                                      | Eschen-Schwarzerlen-Bruchwald mit Fichten und Kiefern in der Rezat-Rednitzsenke | Position | 27,7             | 1978                |
| Bruckschlägelleite                         |                | 09-101  | Fränkische Alb                                          | Landkreis Kelheim                             | Buchen-Fichten-Wald in der südlichen Frankenalb | Position | 43,7             | 1978                |
| Brunnenschlag                              |                | 09-023  | Fränkische Alb                                          | Landkreis Donau-Ries                          | Mischwald aus Esche, Bergahorn, Fichte, Buche, Eiche auf der Schwäbischen Riesalb | Position | 10,3             | 1978                |
| Brunnstube                                 | weitere Bilder | 09-121  | Fränkisches Keuper-Liasland                             | Landkreis Bamberg                             | Buchen-Eichen-Hainbuchen-Wald mit Sukzessionsflächen im Steigerwald | Position | 50,0             | 1978                |
| Dachsbau                                   |                | 09-132  | Mainfränkische Platten                                  | Landkreis Bad Kissingen                       | Artenreicher ehemaliger Mittelwald auf Muschelkalk in der Nördlichen Fränkischen Platte | Position | 28,9             | 1978                |
| Damm                                       |                | 09-147  | Unterbayerisches Hügelland und Isar-Inn-Schotterplatten | Landkreis Kelheim                             | Buchen-Fichten-Kiefernwald im Westlichen Niederbayerischen Tertiärhügelland | Position | 78,7             | 1993                |
| Deutschholz                                | weitere Bilder | 09-134  | Mainfränkische Platten                                  | Landkreis Schweinfurt                         | Eichen-Hainbuchenwald auf Keuper in der Fränkischen Platte | Position | 9,9              | 1978                |
| Deutschordensbrand                         |                | 09-017  | Schwäbische Alb                                         | Landkreis Dillingen an der Donau              | Buchen-Eichen-Hainbuchen-Wald auf der Riesalb (Egaualb) (ehemaliger Mittelwald) | Position | 28,6             | 1978                |
| Dianensruhe                                |                | 09-131  | Mainfränkische Platten                                  | Landkreis Bad Kissingen                       | Eichen-Hainbuchen-Wald auf Muschelkalk in der Nördlichen Fränkischen Platte | Position | 23,1             | 1978                |
| Donauhänge                                 | weitere Bilder | 09-100  | Fränkische Alb                                          | Landkreis Kelheim                             | Edellaubbaumreicher Buchenwald mit Nadelbäumen in der südl. Frankenalb | Position | 40,2             | 1978                |
| Dreiangel                                  |                | 09-039  | Donau-Iller-Lech-Platten                                | Landkreis Günzburg                            | Eschen-Ulmen-Auwald im Donauried | Position | 16,8             | 1978                |
| Dumler                                     |                | 09-022  | Schwäbische Alb                                         | Landkreis Donau-Ries                          | Eichen-Hainbuchenwald auf der Schwäbischen Riesalb | Position | 14,9             | 1978                |
| Dürrenberg                                 |                | 09-138  | Oberpfälzisch-Obermainisches Hügelland                  | Landkreis Schwandorf                          | Kiefernwald im Oberpfälzer Becken | Position | 26,2             | 1990                |
| Dürrerbühl                                 |                | 09-028  | Voralpines Hügel- und Moorland                          | Landkreis Oberallgäu                          | Spirkenhochmoor und Schwarzerlenbruch in der Schwäbischen Jungmoräne | Position | 60,0             | 1978                |
| Echinger Lohe                              | weitere Bilder | 09-060  | Unterbayerisches Hügelland und Isar-Inn-Schotterplatten | Landkreis Freising                            | Eichen-Hainbuchenwald mit Edellaubbäumen in der Nördlichen Münchner Schotterebene | Position | 23,7             | 1978                |
| Ehrensberger Rain                          |                | 09-036  | Donau-Iller-Lech-Platten                                | Landkreis Unterallgäu                         | Buchen-Ahorn-Eschen-Mischwald auf Tertiär entlang der Iller im Vorallgäu | Position | 6,0              | 1978                |
| Eichhall                                   | weitere Bilder | 09-161  |                                                         | Landkreis Aschaffenburg                       | Uralteichenbestand im Hochspessart | Position | 68,0             | 2003                |
| Eisgraben (BR)                             |                | 09-125  |                                                         | Landkreis Rhön-Grabfeld                       | Artenreicher Schluchtwald in der Hochrhön | Position | 28,8             | 1978                |
| Elsbach (BR)                               | weitere Bilder | 09-124  |                                                         | Landkreis Rhön-Grabfeld                       | Artenreicher Laubmischwald an den Einhängen des Elsbaches in der Hochrhön | Position | 56,8             | 1978                |
| Englöd                                     |                | 09-142  | Unterbayerisches Hügelland und Isar-Inn-Schotterplatten | Landkreis Passau                              | Buchenwald im Östlichen Niederbayerischen Tertiärhügelland | Position | 12,0             | 1992                |
| Eschenschlag                               |                | 09-009  | Mainfränkische Platten                                  | Landkreis Neustadt an der Aisch-Bad Windsheim | Eschen-Eichen-Mischwald der Fränkischen Platte (ehemaliger Mittelwald) | Position | 7,6              | 1978                |
| Falken                                     |                | 09-020  | Fränkische Alb                                          | Landkreis Donau-Ries                          | Eschen-Winterlinden-Buchen-Mischwald auf der Riesalb (ehemaliger Mittelwald) | Position | 11,0             | 1978                |
| Fasanerie                                  | weitere Bilder | 09-075  | Unterbayerisches Hügelland und Isar-Inn-Schotterplatten | Landkreis München                             | Eichen-Eschen-Hainbuchen-Wald auf der Nördlichen Münchner Schotterebene | Position | 29,7             | 1978                |
| Fichtelseemoor                             | weitere Bilder | 09-043  | Thüringisch-Fränkisches Mittelgebirge                   | Landkreis Bayreuth                            | Spirkenhochmoor des hohen Fichtelgebirges | Position | 55,5             | 1978                |
| Fischbach                                  |                | 09-154  | Schwäbisch-Oberbayerische Voralpen                      | Landkreis Traunstein                          | Latschen-Spirken-Fichten-Lärchen-Laubholzbestände zwischen Schotterkegeln in den Chiemgauer Alpen | Position | 314,9            | 1998                |
| Frauenberg                                 | weitere Bilder | 09-094  | Oberpfälzer und Bayerischer Wald                        | Landkreis Freyung-Grafenau                    | Edellaubbaumreiche Buchenwälder mit Fichtenbeimischung im Bayerischen Wald | Position | 19,5             | 1978                |
| Friedergries                               | weitere Bilder | 09-065  | Schwäbisch-Oberbayerische Voralpen                      | Landkreis Garmisch-Partenkirchen              | Fichten-Kiefern-Spirkenwald auf Schüttkegel in den Bayerischen Kalkalpen | Position | 79,8             | 1978                |
| Fuchsberg                                  |                | 09-008  | Mainfränkische Platten                                  | Landkreis Neustadt an der Aisch-Bad Windsheim | Artenreicher ehemaliger Mittelwald der Frankenhöhe | Position | 19,2             | 1978                |
| Gailenberg                                 |                | 09-090  | Oberpfälzer und Bayerischer Wald                        | Landkreis Regensburg                          | Buchenwald am Rand des Westlichen Vorderen Bayerischen Waldes | Position | 58,5             | 1978                |
| Gansbrunn                                  |                | 09-129  | Odenwald, Spessart und Südrhön                          | Landkreis Main-Spessart                       | Ehemaliger Mittelwald aus Eiche, Hainbuche und Buche in der Vorrhön | Position | 31,8             | 1978                |
| Gänsnest                                   |                | 09-145  | Oberpfälzer und Bayerischer Wald                        | Landkreis Tirschenreuth                       | Artenarmer Kiefernwald im Waldsassener Schiefergebiet | Position | 45,8             | 1992                |
| Gaulkopf                                   |                | 09-164  | Odenwald, Spessart und Südrhön                          | Landkreis Main-Spessart                       | Buchen-Eichenmischbestand aus dem Heisterblock des Hochspessart | Position | 65,3             | 2009                |
| Geige und Seewand                          | weitere Bilder | 09-089  | Oberpfälzer und Bayerischer Wald                        | Landkreis Regen                               | Fichten-Tannen-Buchenwälder der Steillagen im Inneren Bayerischen Wald | Position | 124,7            | 1978                |
| Geissmann                                  |                | 09-143  | Oberpfälzisch-Obermainisches Hügelland                  | Landkreis Bayreuth                            | Artenarmer Kiefernwald im Obermainhügelland | Position | 23,5             | 1992                |
| Geuderleite                                | weitere Bilder | 09-084  | Unterbayerisches Hügelland und Isar-Inn-Schotterplatten | Landkreis München                             | Buchen-Eschen-Bergahorn- und Fichtenwald in der Oberbayerischen Jungmoräne | Position | 15,8             | 1978                |
| Gitschger                                  |                | 09-105  | Thüringisch-Fränkisches Mittelgebirge                   | Landkreis Tirschenreuth                       | Buchenwald mit Bergahorn, Esche Fichte, Lärche und Birke im Mitterteicher Basaltgebiet | Position | 69,0             | 1978                |
| Göppelt                                    |                | 09-011  | Fränkische Alb                                          | Landkreis Weißenburg-Gunzenhausen             | Artenreicher Laubmischwald am Anstieg vom südlichen Albvorland zur Frankenalb | Position | 45,8             | 1978                |
| Grenzweg                                   | weitere Bilder | 09-148  | Fränkisches Keuper-Liasland                             | Landkreis Nürnberger Land                     | Artenarmer Kiefernwald mit Flechten im südlichen Albvorland | Position | 113,1            | 1993                |
| Groppenhofer und Rieder Leite (Beixenhart) | weitere Bilder | 09-057  | Fränkische Alb                                          | Landkreis Eichstätt                           | Buchenwald der südlichen Frankenalb | Position | 55,9             | 1978                |
| Großes Moor (BR)                           |                | 09-127  |                                                         | Landkreis Rhön-Grabfeld                       | Übergangs- und Hochmoor der Hochrhön | Position | 9,0              | 1978                |
| Grübel                                     |                | 09-088  | Oberpfälzer und Bayerischer Wald                        | Landkreis Regen                               | Hochlagen-Fichtenwald des Inneren Bayerischen Waldes in SSO-Exposition | Position | 56,3             | 1978                |
| Gscheibte Loh                              |                | 09-112  | Oberpfälzisch-Obermainisches Hügelland                  | Landkreis Neustadt an der Waldnaab            | Spirkenhochmoor im Oberpfälzer Becken- und Hügelland | Position | 50,0             | 1978                |
| Haarbruck                                  |                | 09-066  | Unterbayerisches Hügelland und Isar-Inn-Schotterplatten | Landkreis Pfaffenhofen an der Ilm             | Schwarzerlenwald mit Edellaubbäumen in der Donauniederung | Position | 34,2             | 1978                |
| Habichtsbaum                               |                | 09-096  | Oberpfälzer und Bayerischer Wald                        | Landkreis Passau                              | Buchenwald mit Eiche, Esche, Schwarzerle und Fichte im Neuburger Wald | Position | 18,6             | 1978                |
| Halde                                      |                | 09-031  | Donau-Iller-Lech-Platten                                | Landkreis Günzburg                            | Artenreiche Laubmischwaldungen der Iller-Lech-Schotterplatte | Position | 21,8             | 1978                |
| Hammerleite                                |                | 09-052  | Thüringisch-Fränkisches Mittelgebirge                   | Landkreis Hof                                 | Buchenwald mit beigemischter Fichte im Frankenwald (SSW-Exposition) | Position | 23,7             | 1978                |
| Hammerleite                                |                | 09-102  | Fränkische Alb                                          | Landkreis Kelheim                             | Buchen-Eschen-Bergahorn-Wald mit Fichte in der südlichen Frankenalb | Position | 29,2             | 1978                |
| Hecke                                      |                | 09-097  |                                                         | Landkreis Passau                              | Edellaubbaumreiche Buchenwälder mit Fichte im Neuburger Wald | Position | 15,7             | 1978                |
| Heilige Hallen                             |                | 09-007  | Fränkisches Keuper-Liasland                             | Landkreis Neustadt an der Aisch-Bad Windsheim | Eichen-Buchen-Hainbuchen-Wald der Frankenhöhe | Position | 21,1             | 1978                |
| Hengstberg                                 |                | 09-050  | Thüringisch-Fränkisches Mittelgebirge                   | Landkreis Wunsiedel im Fichtelgebirge         | Buchen- und Fichtenwald in der Wunsiedler Bucht | Position | 36,7             | 1978                |
| Herrnberg                                  |                | 09-170  | Oberpfälzer Wald                                        | Landkreis Amberg-Sulzbach                     | Lichte Buchenaltbestände mit dichtem Buchenunterwuchs auf dem Oberpfälzer Jura | Position | 48,4             | 2017                |
| Hetschenlach                               |                | 09-139  | Oberpfälzisch-Obermainisches Hügelland                  | Landkreis Schwandorf                          | Kiefern-Fichten-Spirkenwälder im Oberpfälzer Becken | Position | 33,0             | 1990                |
| Hofwiese                                   |                | 09-041  | Fränkisches Keuper-Liasland                             | Landkreis Bamberg                             | Buchen-Eichen-Wald im Baunach-Hügelland | Position | 23,4             | 1978                |
| Hoher Knuck                                |                | 09-133  | Odenwald, Spessart und Südrhön                          | Landkreis Aschaffenburg                       | Buchenwald mit Eiche auf Buntsandstein im Hochspessart | Position | 121,9            | 1978                |
| Höllgraben                                 |                | 09-001  | Fränkisches Keuper-Liasland                             | Landkreis Ansbach                             | Buchen-Eichen-Hainbuchen-Wald der Frankenhöhe | Position | 24,5             | 1978                |
| Hüttenhänge                                |                | 09-144  | Oberpfälzer und Bayerischer Wald                        | Landkreis Cham                                | Artenreicher Buchenwald mit Bergahorn, Tanne und Fichte im Inneren Oberpfälzer Wald | Position | 62,7             | 1992                |
| Isarau                                     |                | 09-061  | Unterbayerisches Hügelland und Isar-Inn-Schotterplatten | Landkreis Freising                            | Baumweiden-Weißerlen-Schwarzpappelwald mit Fichte in der Isarau | Position | 19,2             | 1978                |
| Jachtal                                    |                | 09-162  |                                                         | Landkreis Neustadt an der Aisch-Bad Windsheim | Ehemaliger Eichenmittelwald mit großkronigen Schaufelbuchen am Nordwestrand der Frankenhöhe | Position | 47,3             | 2004                |
| Jakelberg                                  |                | 09-137  |                                                         | Landkreis Garmisch-Partenkirchen              | Schneeheidekiefernwald auf Hauptdolomit in den Bayerischen Kalkalpen | Position | 105,1            | 1989                |
| Jungholz                                   |                | 09-038  | Donau-Iller-Lech-Platten                                | Landkreis Günzburg                            | Artenreicher Laubmischwald an der Steilstufe zum Donauried | Position | 20,8             | 1978                |
| Kaisersberg                                |                | 09-163  | Unterbayerisches Hügelland und Isar-Inn-Schotterplatten | Landkreis Altötting                           | Buchenwälder an den Innleiten und den Einhängen zum Tiefenbach mit zahlreichen Mischbaumarten, auf Teilflächen auch kleine Fichtenbestände | Position | 52,3             | 2009                |
| Kalkberg                                   |                | 09-117  | Osthessisches Bergland, Vogelberg und Rhön              | Landkreis Bad Kissingen                       | Buchen-Wald mit Edellaubbäumen und Fichte auf Kalk in der Kuppenrhön | Position | 23,7             | 1978                |
| Karolinenwörth                             |                | 09-015  | Donau-Iller-Lech-Platten                                | Landkreis Dillingen an der Donau              | Eschen-Ulmen-Auwald mit Kiefer und Weide im Donauried | Position | 25,8             | 1978                |
| Kienberg                                   |                | 09-055  | Nördliche Kalkalpen                                     | Landkreis Berchtesgadener Land                | Buchenwald mit örtlicher Fichtenbeimischung in den Berchtesgadener Hochalpen | Position | 69,4             | 1978                |
| Kitschentalrangen                          |                | 09-044  | Oberpfälzisch-Obermainisches Hügelland                  | Landkreis Lichtenfels                         | Artenreicher Laubmischwald im Obermainhügelland | Position | 44,1             | 1978                |
| Klamm                                      | weitere Bilder | 09-110  | Fränkische Alb                                          | Landkreis Kelheim                             | Buchen-Fichten-Eichenwald auf felsigem Nordosthang der südlichen Frankenalb | Position | 19,9             | 1978                |
| Kleinengelein                              | weitere Bilder | 09-166  | Fränkisches Keuper-Liasland                             | Landkreis Schweinfurt                         | Als Besonderheit des Naturwaldreservats Kleinengelein ist ein Buchenaltholzbestand zu nennen. | Position | 53,2             | 2010                |
| Kleines Moor (BR)                          |                | 09-128  |                                                         | Landkreis Rhön-Grabfeld                       | Karpatenbirken-Moorwald der Hochrhön | Position | 3,2              | 1978                |
| Knittelschlag                              |                | 09-103  | Fränkische Alb                                          | Landkreis Kelheim                             | Buchenwald in der südlichen Frankenalb | Position | 18,4             | 1978                |
| Krakel                                     |                | 09-092  | Oberpfälzer und Bayerischer Wald                        | Landkreis Regen                               | Fichten-Tannen-Buchenwälder auf Blockschutt im Vorderen Bayerischen Wald | Position | 14,9             | 1978                |
| Krebswiese – Langerjergen                  |                | 09-034  | Donau-Iller-Lech-Platten                                | Landkreis Unterallgäu                         | Buchen-Fichten-Wald auf Deckenschotter der Iller-Lech-Schotterplatte | Position | 41,1             | 1978                |
| Kreuzbuckel                                |                | 09-157  | Odenwald, Spessart und Südrhön                          | Landkreis Aschaffenburg                       | Buchenwald am Westrand des Hochspessarts | Position | 69,8             | 1998                |
| Kühberg                                    | weitere Bilder | 09-051  | Thüringisch-Fränkisches Mittelgebirge                   | Landkreis Kulmbach                            | Buchen-Tannen-Fichtenwald im südlichen Frankenwald | Position | 39,1             | 1978                |
| Leitenwies                                 |                | 09-098  | Oberpfälzer und Bayerischer Wald                        | Passau                                        | Buchen- und Stieleichenwald mit Fichte im Neuburger Wald | Position | 12,8             | 1978                |
| Lohntal                                    | weitere Bilder | 09-049  | Fränkische Alb                                          | Landkreis Bamberg                             | Artenreicher Mischwald (vorherrschend Buche) im nördlichen Albvorland | Position | 51,3             | 1978                |
| Lösershag (BR)                             | weitere Bilder | 09-116  | Odenwald, Spessart und Südrhön                          | Landkreis Bad Kissingen                       | Buchen-Wald mit Edellaubbäumen auf Basalt in der Kuppenrhön | Position | 63,5             | 1978                |
| Mannsberg                                  |                | 09-150  | Fränkische Alb                                          | Landkreis Amberg-Sulzbach                     | Buchenwald mit Fichten im Nördlichen Oberpfälzer Jura | Position | 35,5             | 1994                |
| Markscheide                                |                | 09-107  |                                                         | Landkreis Freyung-Grafenau                    | Fichten-Hochlagenwald auf Blockfeldern im Inneren Bayerischen Wald | Position | 31,8             | 1978                |
| Mittelberg                                 |                | 09-160  |                                                         | Landkreis Eichstätt                           | Artenreicher Laubmischwald am Juraanstieg | Position | 37,7             | 2002                |
| Mitteleich                                 |                | 09-014  | Schwäbische Alb                                         | Landkreis Dillingen an der Donau              | Eichen-Hainbuchenwald der Riesalb (Egaualb) | Position | 54,3             | 1978                |
| Mooser Schütt                              |                | 09-077  | Donau-Iller-Lech-Platten                                | Landkreis Neuburg-Schrobenhausen              | Auwaldungen der Donau mit Esche, Eiche, Schwarzpappel, Weide und Feldulme | Position | 43,6             | 1978                |
| Mordgrund                                  | weitere Bilder | 09-156  | Fränkisches Keuper-Liasland                             | Landkreis Haßberge                            | Schluchtwälder und Laubmischwälder am Steigerwaldanstieg | Position | 25,2             | 1998                |
| Murner Filz                                | weitere Bilder | 09-083  | Voralpines Hügel- und Moorland                          | Landkreis Rosenheim                           | Latschenmoor mit Fichte, Kiefer, Birke in der Inn-Jungmoräne Naturschutzgebiet NSG-00051.01 | Position | 98,5             | 1978                |
| Naabrangen                                 |                | 09-109  | Fränkische Alb                                          | Landkreis Regensburg                          | Buchen-Fichtenwald auf Frankendolomit der südlichen Frankenalb | Position | 27,1             | 1978                |
| Naturwaldreservat Ammerleite               | weitere Bilder | 09-169  | Schwäbisch-Oberbayerische Voralpen                      | Landkreis Weilheim-Schongau                   | Steile Nord- und Osthänge zur Ammer zwischen Rottenbuch und Peiting. | Position | 77,1             | 2016                |
| Nesselsee                                  | weitere Bilder | 09-118  | Mainfränkische Platten                                  | Landkreis Rhön-Grabfeld                       | Ehemaliger Mittelwald aus vorherrschender Eiche mit Buche, Hainbuche, Linde und Fichte in den Haßbergen | Position | 52,2             | 1978                |
| Neugeschüttwörth                           | weitere Bilder | 09-016  | Donau-Iller-Lech-Platten                                | Landkreis Dillingen an der Donau              | Eschen-Ulmen-Auwald im Donauried | Position | 37,1             | 1978                |
| Neukreut                                   | weitere Bilder | 09-076  | Voralpines Hügel- und Moorland                          | Landkreis Rosenheim                           | Auwaldbestand (Edellaubholz mit Eiche) auf alluvialen Ablagerungen in der Inn-Jungmoräne | Position | 8,8              | 1978                |
| Oberoblander Filz                          | weitere Bilder | 09-078  | Voralpines Hügel- und Moorland                          | Landkreis Weilheim-Schongau                   | Spirkenhochmoor der Jungmoräne mit Fichte, Birke und Erle | Position | 44,1             | 1978                |
| Oberreintal                                | weitere Bilder | 09-064  | Nördliche Kalkalpen                                     | Landkreis Garmisch-Partenkirchen              | Fichtenwald mit Zirbe und Bergahorn im Wettersteinmassiv | Position | 7,1              | 1978                |
| Osta                                       |                | 09-108  | Oberpfälzer und Bayerischer Wald                        | Landkreis Schwandorf                          | Stieleichen-Winterlinden-Wald im Oberpfälzer Becken- und Hügelland | Position | 16,1             | 1978                |
| Platte                                     |                | 09-099  | Fränkische Alb                                          | Landkreis Kelheim                             | Buchenwälder mit Eiche in der südlichen Frankenalb | Position | 34,1             | 1978                |
| Platzer Kuppe (BR)                         |                | 09-122  | Odenwald, Spessart und Südrhön                          | Landkreis Bad Kissingen                       | Buchen-Wald auf Vulkankuppe in der Kuppenrhön | Position | 24,4             | 1978                |
| Pupplinger Au                              | weitere Bilder | 09-085  | Voralpines Hügel- und Moorland                          | Landkreis Bad Tölz-Wolfratshausen             | Auwald an der Isar mit Kiefer, Weißerle, Fichte, Weide | Position | 41,9             | 1978                |
| Rainersgrund                               |                | 09-046  | Thüringisch-Fränkisches Mittelgebirge                   | Landkreis Kronach                             | Buchenwald mit Edellaubbäumen im Frankenwald | Position | 44,8             | 1978                |
| Ramschleite                                |                | 09-048  | Thüringisch-Fränkisches Mittelgebirge                   | Landkreis Kronach                             | Buchen-Fichtenwald des Frankenwaldes (ONO-Exposition) | Position | 23,7             | 1978                |
| Rauher Kulm                                | weitere Bilder | 09-151  | Oberpfälzer und Bayerischer Wald                        | Landkreis Deggendorf                          | Bergmischwälder, Buchenwälder und Blockschuttwälder im Vorderen Bayerischen Wald | Position | 73,6             | 1995                |
| Rehberg                                    |                | 09-095  | Oberpfälzer und Bayerischer Wald                        | Landkreis Freyung-Grafenau                    | Fichten-Tannen-Buchenwälder im Bayerischen Wald | Position | 25,0             | 1978                |
| Reiteralpe (NP)                            |                | 09-056  | Nördliche Kalkalpen                                     | Landkreis Berchtesgadener Land                | Lärchen-Fichten-Zirben-Wälder in den Berchtesgadener Hochalpen | Position | 449,7            | 1978                |
| Riedholz                                   | weitere Bilder | 09-158  | Mainfränkische Platten                                  | Landkreis Schweinfurt                         | Traubenkirschen-Erlen-Eschenwald umgeben von Resten ehemaliger Mittelwälder im Schweinfurter Becken | Position | 11,0             | 1999                |
| Rießloch                                   | weitere Bilder | 09-136  | Oberpfälzer und Bayerischer Wald                        | Landkreis Regen                               | Bergmischwald im Inneren Bayerischen Wald | Position | 47,7             | 1989                |
| Rohrhalde                                  |                | 09-024  | Donau-Iller-Lech-Platten                                | Landkreis Unterallgäu                         | Buchen-Fichten-Tannen-Wald mit Edel-laubholz am Einhang zum Günztal in der Iller-Lech-Schotterplatte | Position | 22,8             | 1978                |
| Rotensteiner Rain                          |                | 09-035  | Donau-Iller-Lech-Platten                                | Landkreis Unterallgäu                         | Buchen-Eschen-Wald mit Fichte auf Tertiär entlang der Iller im Vorallgäu | Position | 18,7             | 1978                |
| Rusler Wald                                |                | 09-093  | Oberpfälzer und Bayerischer Wald                        | Landkreis Deggendorf                          | Fichten-Tannen-Buchenwälder auf Blockhalde im Vorderen Bayerischen Wald | Position | 23,4             | 1978                |
| Sassau                                     | weitere Bilder | 09-054  | Voralpines Hügel- und Moorland                          | Landkreis Bad Tölz-Wolfratshausen             | Fichten-Tannen-Buchen-Wald mit Edellaubbäumen und Eiben | Position | 2,8              | 1978                |
| Sauhübel                                   |                | 09-140  | Oberpfälzisch-Obermainisches Hügelland                  | Landkreis Neustadt an der Waldnaab            | Kiefernwald im Oberpfälzer Becken- und Hügelland | Position | 57,5             | 1990                |
| Schelm                                     |                | 09-006  | Fränkisches Keuper-Liasland                             | Landkreis Ansbach                             | Artenreicher Laubmischwald am Rande der Frankenhöhe | Position | 17,4             | 1978                |
| Schiederholz                               |                | 09-067  | Unterbayerisches Hügelland und Isar-Inn-Schotterplatten | Landkreis Pfaffenhofen an der Ilm             | Schwarzerlenwald in der Donauniederung | Position | 38,6             | 1978                |
| Schlapbach                                 |                | 09-070  | Schwäbisch-Oberbayerische Voralpen                      | Landkreis Traunstein                          | Fichten-Tannen-Buchenwälder in den Chiemgauer Alpen | Position | 102,3            | 1978                |
| Schloßberg (BR)                            |                | 09-123  |                                                         | Landkreis Rhön-Grabfeld                       | Artenreicher Laubmischwald auf Basalt in der Hochrhön | Position | 27,7             | 1978                |
| Schloßhänge                                |                | 09-146  | Oberpfälzer und Bayerischer Wald                        | Landkreis Neustadt an der Waldnaab            | Buchenwald mit Edellaubbäumen im Oberpfälzer Wald | Position | 21,0             | 1992                |
| Schmidtsberg                               |                | 09-047  | Thüringisch-Fränkisches Mittelgebirge                   | Landkreis Kronach                             | Buchen-Fichtenwald des Frankenwaldes (Westexposition) | Position | 21,9             | 1978                |
| Schneetal                                  |                | 09-033  | Fränkische Alb                                          | Landkreis Donau-Ries                          | Buchen-(Fichten)-Wald am Anstieg aus dem Ries in die Südliche Frankenalb | Position | 27,4             | 1978                |
| Schönleitenmoos                            | weitere Bilder | 09-029  | Voralpines Hügel- und Moorland                          | Landkreis Oberallgäu                          | Spirkenhochmoor mit Fichtenmoorrandwald der Schwäbischen Jungmoräne | Position | 14,4             | 1978                |
| Schönramer Filz                            | weitere Bilder | 09-082  | Voralpines Hügel- und Moorland                          | Landkreis Berchtesgadener Land                | Kiefern-Fichten-Birken-Moorwald in der Östlichen kalkalpinen Jungmoräne | Position | 56,2             | 1978                |
| Schönwald                                  |                | 09-062  | Voralpines Hügel- und Moorland                          | Landkreis Fürstenfeldbruck                    | Buchen-Lärchen-Fichtenwald in der Oberbayerischen Jungmoräne | Position | 19,9             | 1978                |
| Schornmoos                                 |                | 09-026  | Voralpines Hügel- und Moorland                          | Landkreis Ostallgäu                           | Spirkenhochmoor in der Schwäbischen Jungmoräne | Position | 66,2             | 1978                |
| Schrofen                                   |                | 09-063  | Nördliche Kalkalpen                                     | Landkreis Garmisch-Partenkirchen              | Fichten-Tannen-Buchen-Wald im Wettersteinmassiv | Position | 87,1             | 1978                |
| Schubertswald                              |                | 09-130  |                                                         | Landkreis Main-Spessart                       | Eichen-Buchen-Wald mit Fichten-Lärchen- und Stroben-Beimischung auf Buntsandstein im Nordspessart | Position | 21,9             | 1978                |
| Schwarzes Moor (BR)                        | weitere Bilder | 09-126  |                                                         | Landkreis Rhön-Grabfeld                       | Hochmoor mit Birke (Kiefer, Fichte) in der Hochrhön | Position | 59,5             | 1978                |
| Schwarzwihrberg                            |                | 09-106  | Oberpfälzer und Bayerischer Wald                        | Landkreis Cham                                | Buchen-Fichten-Wald im Vorderen Oberpfälzer Wald | Position | 25,9             | 1978                |
| Schweinsdorfer Rangen                      |                | 09-010  | Fränkisches Keuper-Liasland                             | Landkreis Ansbach                             | Buchen-Eichenwald auf der Steilstufe der Frankenhöhe | Position | 36,7             | 1978                |
| Schwengbrunn                               | weitere Bilder | 09-045  | Mainfränkische Platten                                  | Landkreis Coburg                              | Ehemaliger Mittelwald mit vorwiegend Eiche im Fränkischen Bruchschollenland | Position | 44,4             | 1978                |
| Seeben                                     |                | 09-032  | Donau-Iller-Lech-Platten                                | Landkreis Günzburg                            | Eichen-Hainbuchenwald auf Deckenschotter der Iller-Lech-Schotterplatte | Position | 9,0              | 1978                |
| Seebuchet                                  | weitere Bilder | 09-080  | Voralpines Hügel- und Moorland                          | Landkreis Starnberg                           | Sukzessionsfläche mit Buchenrestbestand auf Drumlin in der Oberbayerischen Jungmoräne | Position | 13,4             | 1978                |
| Seelaub                                    | weitere Bilder | 09-168  | Fränkisches Keuper-Liasland                             | Landkreis Bamberg                             | Erlen-Bachauen-Wald im Talgrund im Eigentum der Gemeinde Oberhaid · Karte: 1174695679 | Position | 11,0             | 2011                |
| Seeloch                                    |                | 09-087  | Oberpfälzer und Bayerischer Wald                        | Landkreis Cham                                | Hochlagen-Fichtenwald und Bergmischwald des Inneren Bayerischen Waldes in NNO-Exposition | Position | 130,1            | 1978                |
| Senkele                                    |                | 09-018  | Voralpines Hügel- und Moorland                          | Landkreis Ostallgäu                           | Buchen-Tannen-Fichtenwald auf Faltenmolasse der Lech-Vorberge | Position | 44,2             | 1994                |
| Speckfeld                                  |                | 09-013  | Fränkisches Keuper-Liasland                             | Landkreis Kitzingen                           | Buchen-Eichen-Hainbuchen-Wald des südlichen Steigerwaldes | Position | 18,2             | 1978                |
| Spielberger Leiten                         |                | 09-005  | Fränkische Alb                                          | Landkreis Weißenburg-Gunzenhausen             | Artenreicher Laubmischwald des südlichen Albvorlandes | Position | 15,7             | 1978                |
| Stachel                                    | weitere Bilder | 09-119  | Fränkisches Keuper-Liasland                             | Landkreis Haßberge                            | Artenreicher ehemaliger Mittelwald in den Haßbergen | Position | 23,8             | 1978                |
| Stengerts                                  |                | 09-167  | Osthessisches Bergland, Vogelberg und Rhön              | Landkreis Rhön-Grabfeld                       | Buchenwald auf Basaltblock | Position | 29,1             | 2011                |
| Stückberg                                  |                | 09-111  | Oberpfälzer und Bayerischer Wald                        | Landkreis Neustadt an der Waldnaab            | Buchen-Fichten-Wald im Inneren Oberpfälzer Wald | Position | 46,3             | 1978                |
| Sulz                                       | weitere Bilder | 09-021  | Fränkische Alb                                          | Landkreis Donau-Ries                          | Eichen-Hainbuchen-Buchenwald auf der Schwäbischen Riesalb | Position | 23,7             | 1978                |
| Taufersalpschachen                         |                | 09-037  | Nördliche Kalkalpen                                     | Landkreis Oberallgäu                          | Fichten-Tannen-Buchen-Wald in den Allgäuer Hochalpen | Position | 10,4             | 1978                |
| Teufelsgesperr                             |                | 09-091  | Oberpfälzer und Bayerischer Wald                        | Landkreis Schwandorf                          | Buchen-Fichten-Kiefern-Wald im Vorderen Bayerischen Wald am Übergang zum Oberpfälzer Becken | Position | 37,2             | 1978                |
| Tiroler Achen                              | weitere Bilder | 09-155  | Voralpines Hügel- und Moorland                          | Landkreis Traunstein                          | Auwälder im Mündungsdelta der Tiroler Achen in den Chiemsee | Position | 76,0             | 1998                |
| Totengraben                                | weitere Bilder | 09-068  | Schwäbisch-Oberbayerische Voralpen                      | Landkreis Miesbach                            | Fichten-Tannen-Buchenwälder auf Hauptdolomit in den Bayerischen Kalkalpen | Position | 48,4             | 1978                |
| Tucherwald                                 |                | 09-153  | Fränkische Alb                                          | Landkreis Eichstätt                           | Buchen-Eichenwald mit zahlreichen Mischbaumarten der südlichen Frankenalb | Position | 54,9             | 1998                |
| Turmkopf                                   |                | 09-141  | Donau-Iller-Lech-Platten                                | Landkreis Augsburg                            | Eschen-Buchenwald mit Fichte im Schotterriedel- und Hügelland (Einhang zum Wertachtal) | Position | 14,4             | 1991                |
| Tuschberg                                  |                | 09-059  | Schwäbisch-Oberbayerische Voralpen                      | Landkreis Miesbach                            | Fichten-Tannen-Buchenwald auf Hauptdolomit in den Bayerischen Kalkalpen | Position | 27,9             | 1978                |
| Vogelspitz                                 |                | 09-071  | Schwäbisch-Oberbayerische Voralpen                      | Landkreis Traunstein                          | Blockschuttreiche Fichten-Tannen-Buchenwälder und Edellaubbaumreiche Bergschluchtwälder in den Chiemgauer Alpen | Position | 242,5            | 1978                |
| Waldhaus                                   | weitere Bilder | 09-120  | Fränkisches Keuper-Liasland                             | Landkreis Bamberg                             | Buchen-Wald mit Eiche, Hainbuche, Esche und Schwarzerle im nördlichen Steigerwald | Position | 92,4             | 1978                |
| Waldkugel                                  | weitere Bilder | 09-159  | Mainfränkische Platten                                  | Landkreis Würzburg                            | Buchenwälder in der Fränkischen Platte | Position | 74,6             | 1999                |
| Waldstein                                  | weitere Bilder | 09-053  | Thüringisch-Fränkisches Mittelgebirge                   | Landkreis Hof                                 | Buchen-Fichten-Wald des hohen Fichtelgebirges | Position | 21,3             | 1978                |
| Wasserberg                                 | weitere Bilder | 09-042  | Fränkische Alb                                          | Landkreis Forchheim                           | Buchenwald mit Eiben in der Nördlichen Frankenalb | Position | 31,3             | 1978                |
| Weiherbuchet                               |                | 09-081  | Voralpines Hügel- und Moorland                          | Landkreis Starnberg                           | Buchenwald mit Fichte auf nord-exponierten Terrasseneinhängen der Würmendmoräne | Position | 38,2             | 1978                |
| Wertachhalde                               | weitere Bilder | 09-025  | Voralpines Hügel- und Moorland                          | Landkreis Ostallgäu                           | Buchen-Tannen-Fichten-Wald am Steilhang zur Wertach in der Schwäbischen Jungmoräne | Position | 13,4             | 1978                |
| Wessenbergfilz                             | weitere Bilder | 09-079  | Voralpines Hügel- und Moorland                          | Landkreis Weilheim-Schongau                   | Hochmoor und Moorrandwald der Jungmoräne mit Fichte, Birke und Erle | Position | 24,1             | 1978                |
| Westerholz                                 | weitere Bilder | 09-069  | Unterbayerisches Hügelland und Isar-Inn-Schotterplatten | Landkreis Landsberg am Lech                   | Eichen-Hainbuchenwald auf der Landsberger Altmoräne | Position | 40,0             | 1978                |
| Wettersteinwald                            |                | 09-073  | Nördliche Kalkalpen                                     | Landkreis Garmisch-Partenkirchen              | Fichtenwald mit Zirbe und Latsche im Wettersteinmassiv | Position | 39,8             | 1978                |
| Wildacker                                  | weitere Bilder | 09-135  | Mainfränkische Platten                                  | Landkreis Schweinfurt                         | Artenreicher Laubmischwald auf Muschelkalk in der Fränkischen Platte | Position | 16,3             | 1978                |
| Wolfsee                                    | weitere Bilder | 09-012  |                                                         | Landkreis Kitzingen                           | Artenreicher Laubmischwald am Anstieg aus der südlichen Gipskeuperplatte in den Steigerwald | Position | 76,9             | 1978                |
| Wolfsruhe                                  | weitere Bilder | 09-040  | Fränkisches Keuper-Liasland                             | Bamberg                                       | Ehemaliger Mittelwald aus Eiche, Hainbuche und Linde in der Nördlichen Keuperabdachung | Position | 46,5             | 1978                |
| Zwerchstück                                | weitere Bilder | 09-152  | Fränkisches Keuper-Liasland                             | Landkreis Schweinfurt                         | Eichen-Hainbuchen-Wald am Übergang von der Fränkischen Platte zum Steigerwald | Position | 28,5             | 1998                |
| Zwicklfilz                                 | weitere Bilder | 09-104  | Oberpfälzer und Bayerischer Wald                        | Landkreis Freyung-Grafenau                    | Latschenhochmoor mit Fichtenmoorrandwald im Inneren Bayerischen Wald | Position | 14,7             | 1978                |